# Họ Dơi mũi lá
Dơi mũi lá (danh pháp khoa học: Phyllostomidae) là một họ động vật có vú trong bộ Dơi. Họ này được Gray miêu tả năm 1825.

## Hình ảnh

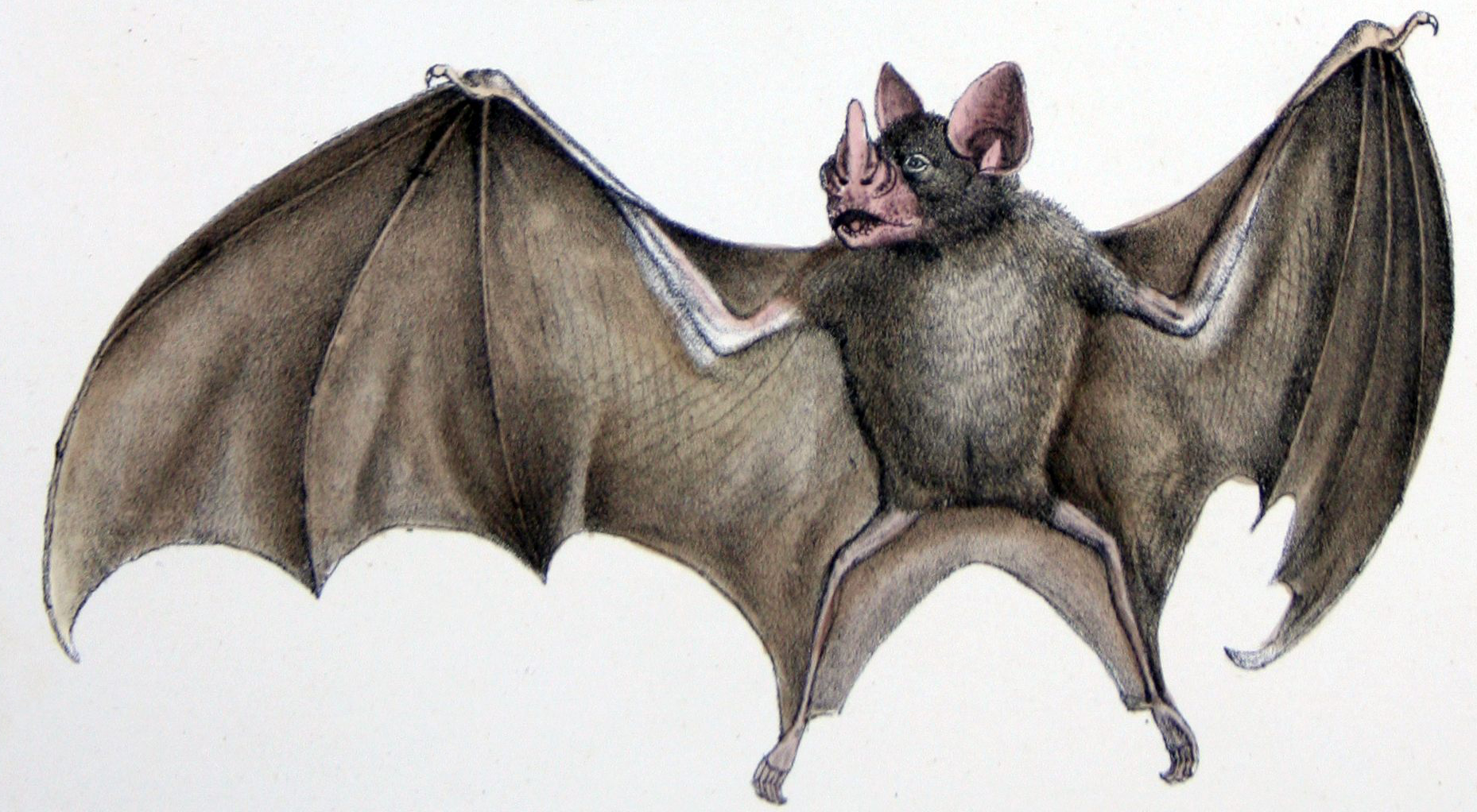
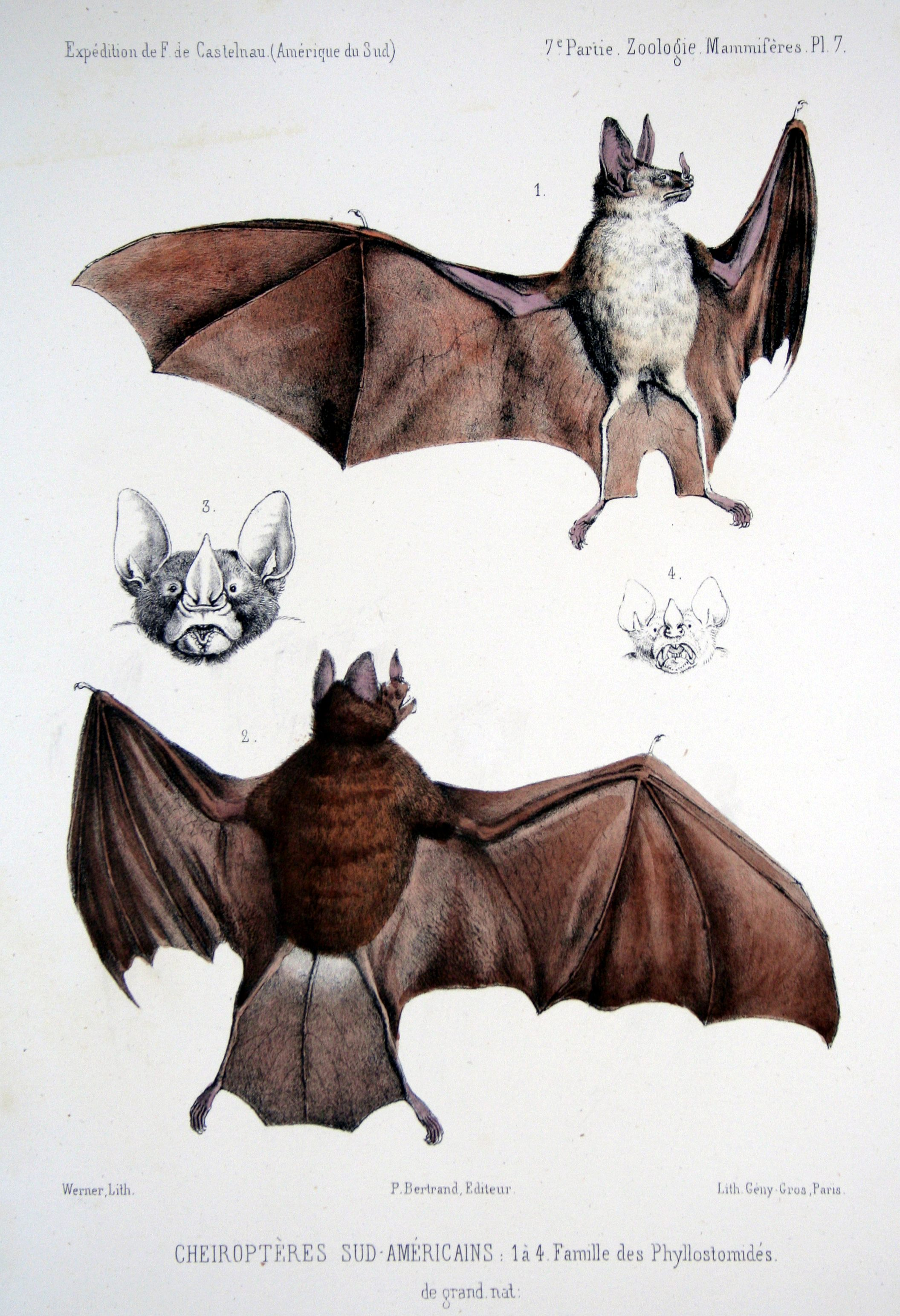
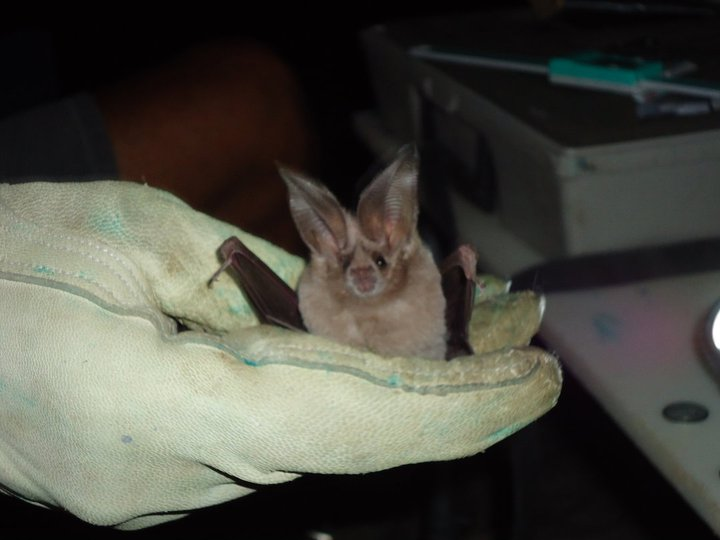
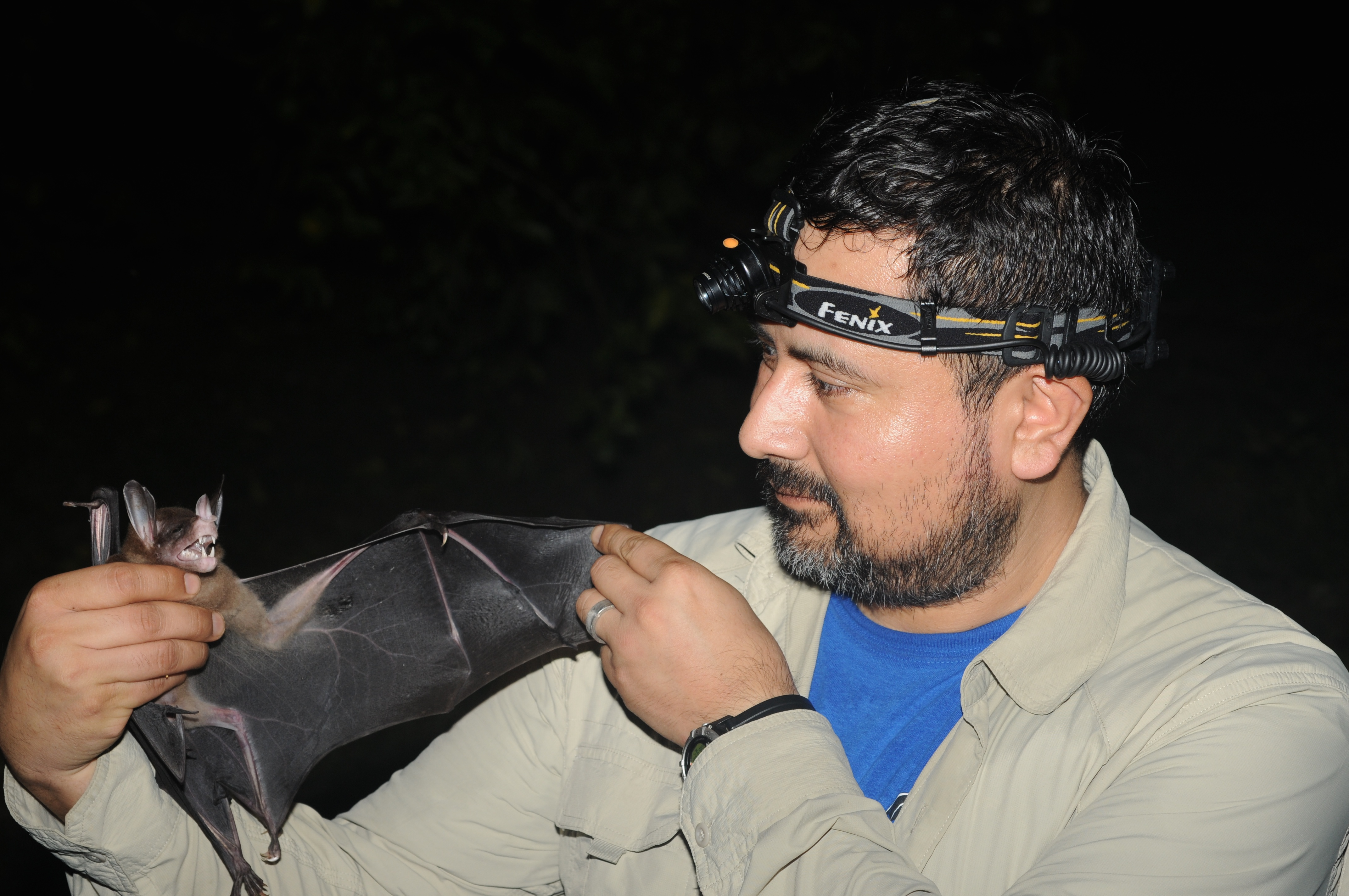

## Phân loại
Họ PHYLLOSTOMIDAE
- Phân họ: Brachyphyllinae
  - Chi: Brachyphylla
- Phân họ: Carolliinae
  - Chi: Carollia
  - Chi: Rhinophylla
- Phân họ: Desmodontinae
  - Chi: Desmodus
  - Chi: Diaemus
  - Chi: Diphylla
- Phân họ: Glossophaginae
  - Tông Glossophagini
    - Chi: Anoura
    - Chi: Choeroniscus
    - Chi: Choeronycteris
    - Chi: Glossophaga
    - Chi: Hylonycteris
    - Chi: Leptonycteris
    - Chi: Lichonycteris
    - Chi: Monophyllus
    - Chi: Musonycteris
    - Chi: Scleronycteris

  - Tông Lonchophyllini
    - Chi: Lionycteris
    - Chi: Lonchophylla
    - Chi: Platalina
    - Chi: Xeronycteris
- Phân họ: Phyllonycterinae
  - Chi: Erophylla
  - Chi: Phyllonycteris
- Phân họ: Phyllostominae
  - Tông Micronycterini
    - Chi: Glyphonycteris
    - Chi: Lampronycteris
    - Chi: Macrotus
    - Chi: Micronycteris
    - Chi: Neonycteris
    - Chi: Trinycteris

  - Tông Vampyrini
    - Chi: Chrotopterus
    - Chi: Lophostoma
    - Chi: Tonatia
    - Chi: Trachops
    - Chi: Vampyrum

  - Tông Lonchorhinini
    - Chi: Lonchorhina
    - Chi: Macrophyllum
    - Chi: Mimon

  - Tông Phyllostomatini
    - Chi: Phylloderma
    - Chi: Phyllostomus
- Phân họ: Stenodermatinae
  - Chi: Ametrida
  - Chi: Ardops
  - Chi: Ariteus
  - Chi: Artibeus
    - Phân chi: Artibeus
    - Phân chi: Dermanura
    - Phân chi: Koopmania

  - Chi: Centurio
  - Chi: Chiroderma
  - Chi: Ectophylla
  - Chi: Enchisthenes
  - Chi: Mesophylla
  - Chi: Phyllops
  - Chi: Platyrrhinus
  - Chi: Pygoderma
  - Chi: Sphaeronycteris
  - Chi: Stenoderma
  - Chi: Sturnira
  - Chi: Uroderma
  - Chi: Vampyressa
  - Chi: Vampyrodes